# Medea furiosa
Medea furiosa (en francés, Médée furieuse) es un cuadro que el pintor romántico francés Eugène Delacroix realizó hacia el final de su vida y que se encuentra en el Palais des Beaux-Arts de Lille.
Delacroix pintó de 1838 a 1863 varios cuadros y estudios sobre el mismo tema, poseyendo el Louvre otro lienzo, aunque más pequeño, con el mismo motivo.
Otros autores, como Poussin, realizaron dibujos y cuadros sobre este mismo tema.
Delacroix representa a Medea, un personaje de la mitología clásica griega, en un tema, como es típico de él, de carácter trágico: debido a la traición y el abandono de Jasón, decide tomarse la revancha por medio del infanticidio, matando a los dos hijos que habían tenido en común.